# Plazmodiovky
Plazmodiovky (Orthonectida) jsou parazitičtí živočichové s širokým spektrem hostitelů. Dříve byly řazeny se sépiovkami (Rhombozoa) do společného kmene morulovci (Mesozoa), který byl však téměř jistě polyfyletický, plazmodiovky a sépiovky jsou vzájemně nepříbuzné organismy. Od r. 2017 je známo, že v případě plazmodiovek se jedná o kroužkovce s druhodně zjednodušenou tělní stavbou, pravděpodobně sesterskou skupinu k sedivcům (Sedentaria).
Jejich tělo je složeno z malého množství buněk. Jsou to gonochoristé. Svalovina slouží ke zpevnění těla a u samců též k vypuzování spermií. Samice má svalovinu chabou. Po oplození vajíčka spermií vzniká obrvená larva, která napadá hostitele a přeměňuje se na plazmodium.
K plazmodiovkám patří i živočich (ve smyslu Metazoa) s nejmenším známým genomem: Parazit Intoshia variabili má genom o pouhých 15,3 Mbp (milionů párů bází DNA).